# Valeriana micropterina
Valeriana micropterina är en kaprifolväxtart som beskrevs av Hugh Algernon Weddell. Valeriana micropterina ingår i släktet vänderötter, och familjen kaprifolväxter. Inga underarter finns listade i Catalogue of Life.